# Seznam dílů seriálu Hvězdná brána
Toto je seznam dílů seriálu Hvězdná brána. Kanadsko-americký sci-fi televizní seriál Hvězdná brána má celkem 214 dílů rozdělených do 10 řad, které byly vysílány mezi lety 1997 a 2007. Na seriál přímo navazují DVD filmy Hvězdná brána: Archa pravdy a Hvězdná brána: Návrat a také televizní spin-off seriál Hvězdná brána: Atlantida.

## Přehled řad
| Řada | Díly | Premiéra v USA    | Premiéra v USA       | Premiéra v ČR    | Premiéra v ČR     |
| Řada | Díly | První díl         | Poslední díl         | První díl        | Poslední díl      |
| ---- | ---- | ----------------- | -------------------- | ---------------- | ----------------- |
| 1    | 22   | 29. července 1997 | 6. března 1998       | 2. dubna 2000    | 29. května 2000   |
| 2    | 22   | 26. června 1998   | 12. března 1999      | 30. května 2000  | 28. června 2000   |
| 3    | 22   | 25. června 1999   | 11. února 2000 (VB)  | 4. září 2000     | 3. října 2000     |
| 4    | 22   | 30. června 2000   | 23. února 2001       | 1. července 2002 | 31. července 2002 |
| 5    | 22   | 29. června 2001   | 7. února 2002 (VB)   | 20. května 2003  | 18. června 2003   |
| 6    | 22   | 7. června 2002    | 19. února 2003 (VB)  | 19. června 2003  | 18. července 2003 |
| 7    | 22   | 13. června 2003   | 9. března 2004 (VB)  | 13. března 2007  | 12. dubna 2007    |
| 8    | 20   | 9. července 2004  | 22. února 2005       | 13. dubna 2007   | 14. května 2007   |
| 9    | 20   | 15. července 2005 | 10. března 2006      | 15. května 2007  | 11. června 2007   |
| 10   | 20   | 14. července 2006 | 13. března 2007 (VB) | 12. června 2007  | 11. července 2007 |

## Seznam dílů

### První řada (1997–1998)
| Č. v seriálu | Č. v řadě | Původní název                  | Český název         | Režie              | Scénář                          | Premiéra v USA    | Premiéra v ČR   |
| ------------ | --------- | ------------------------------ | ------------------- | ------------------ | ------------------------------- | ----------------- | --------------- |
| 1            | 1         | Children of the Gods (Part 1)  | Děti bohů (1. část) | Mario Azzopardi    | Jonathan Glassner a Brad Wright | 27. července 1997 | 2. dubna 2000   |
| 2            | 2         | Children of the Gods (Part 2)  | Děti bohů (2. část) | Mario Azzopardi    | Jonathan Glassner a Brad Wright | 27. července 1997 | 9. dubna 2000   |
| 3            | 3         | The Enemy Within               | Nepřítel je uvnitř  | Dennis Berry       | Brad Wright                     | 1. srpna 1997     | 16. dubna 2000  |
| 4            | 4         | Emancipation                   | Emancipace          | Jeff Woolnough     | Katharyn Michaelian Powers      | 8. srpna 1997     | 23. dubna 2000  |
| 5            | 5         | The Broca Divide               | Mezi světlem a tmou | William Gereghty   | Jonathan Glassner               | 15. srpna 1997    | 30. dubna 2000  |
| 6            | 6         | First Commandment              | První přikázání     | Dennis Berry       | Robert C. Cooper                | 22. srpna 1997    | 2. května 2000  |
| 7            | 7         | Cold Lazarus                   | Zmrtvýchvstání      | Kenneth J. Girotti | Jeffery F. King                 | 29. srpna 1997    | 3. května 2000  |
| 8            | 8         | The Nox                        | Noxové              | Charles Correll    | Hart Hanson                     | 12. září 1997     | 4. května 2000  |
| 9            | 9         | Brief Candle                   | Jepičí život        | Mario Azzopardi    | Katharyn Michaelian Powers      | 19. září 1997     | 5. května 2000  |
| 10           | 10        | Thor's Hammer                  | Thórovo kladivo     | Brad Turner        | Katharyn Michaelian Powers      | 26. září 1997     | 10. května 2000 |
| 11           | 11        | The Torment of Tantalus        | Tantalova muka      | Jonathan Glassner  | Robert C. Cooper                | 3. října 1997     | 11. května 2000 |
| 12           | 12        | Bloodlines                     | Pokrevní svazky     | Mario Azzopardi    | Jeffery F. King                 | 10. října 1997    | 15. května 2000 |
| 13           | 13        | Fire and Water                 | Oheň a voda         | Allan Eastman      | Katharyn Michaelian Powers      | 17. října 1997    | 16. května 2000 |
| 14           | 14        | Hathor                         | Hathor              | Brad Turner        | Jonathan Glassner               | 24. října 1997    | 17. května 2000 |
| 15           | 15        | Singularity                    | Singularita         | Mario Azzopardi    | Robert C. Cooper                | 31. října 1997    | 18. května 2000 |
| 16           | 16        | Cor-Ai                         | Cor-Ai              | Mario Azzopardi    | Tom J. Astle                    | 23. ledna 1998    | 19. května 2000 |
| 17           | 17        | Enigma                         | Záhada              | William Gereghty   | Katharyn Michaelian Powers      | 30. ledna 1998    | 22. května 2000 |
| 18           | 18        | Solitudes                      | Osamění             | Martin Wood        | Brad Wright                     | 6. února 1998     | 23. května 2000 |
| 19           | 19        | Tin Man                        | Montér              | Jimmy Kaufman      | Jeffery F. King                 | 13. února 1998    | 24. května 2000 |
| 20           | 20        | There But for the Grace of God | Paralelní svět      | Mario Azzopardi    | Robert C. Cooper                | 20. února 1998    | 25. května 2000 |
| 21           | 21        | Politics                       | Politika            | Martin Wood        | Brad Wright                     | 20. února 1998    | 26. května 2000 |
| 22           | 22        | Within the Serpent's Grasp     | V sevření hada      | David Warry Smith  | Jonathan Glassner               | 6. března 1998    | 29. května 2000 |

### Druhá řada (1998–1999)
| Č. v seriálu | Č. v řadě | Původní název       | Český název          | Režie             | Scénář                        | Premiéra v USA    | Premiéra v ČR   |
| ------------ | --------- | ------------------- | -------------------- | ----------------- | ----------------------------- | ----------------- | --------------- |
| 23           | 1         | The Serpent's Lair  | V hadím hnízdě       | Jonathan Glassner | Brad Wright                   | 26. června 1998   | 30. května 2000 |
| 24           | 2         | In the Line of Duty | Při výkonu služby    | Martin Wood       | Robert C. Cooper              | 3. července 1998  | 31. května 2000 |
| 25           | 3         | Prisoners           | Ve vězení            | David Warry Smith | Terry Curtis Fox              | 10. července 1998 | 1. června 2000  |
| 26           | 4         | Gamekeeper          | Správce              | Martin Wood       | Jonathan Glassner             | 17. července 1998 | 2. června 2000  |
| 27           | 5         | Need                | Závislost            | David Warry Smith | Robert C. Cooper              | 24. července 1998 | 5. června 2000  |
| 28           | 6         | Thor's Chariot      | Thórův vůz           | William Gereghty  | Katharyn Michaelian Powers    | 31. července 1998 | 6. června 2000  |
| 29           | 7         | Message in a Bottle | Zpráva v láhvi       | David Warry Smith | Brad Wright                   | 7. srpna 1998     | 7. června 2000  |
| 30           | 8         | Family              | Rodina               | William Gereghty  | Katharyn Michaelian Powers    | 14. srpna 1998    | 8. června 2000  |
| 31           | 9         | Secrets             | Tajemství            | Duane Clark       | Terry Curtis Fox              | 21. srpna 1998    | 9. června 2000  |
| 32           | 10        | Bane                | Zhouba               | David Warry Smith | Robert C. Cooper              | 25. září 1998     | 12. června 2000 |
| 33           | 11        | The Tok'ra (Part 1) | Tok'rové (1. část)   | Brad Turner       | Jonathan Glassner             | 2. října 1998     | 13. června 2000 |
| 34           | 12        | The Tok'ra (Part 2) | Tok'rové (2. část)   | Brad Turner       | Jonathan Glassner             | 9. října 1998     | 14. června 2000 |
| 35           | 13        | Spirits             | Duchové              | Martin Wood       | Tor Alexander Valenza         | 23. října 1998    | 15. června 2000 |
| 36           | 14        | Touchstone          | Svatý kámen          | Brad Turner       | Sam Egan                      | 30. října 1998    | 16. června 2000 |
| 37           | 15        | The Fifth Race      | Pátá rasa            | David Warry Smith | Robert C. Cooper              | 22. ledna 1999    | 19. června 2000 |
| 38           | 16        | A Matter of Time    | Černá díra           | Jimmy Kaufman     | Brad Wright                   | 29. ledna 1999    | 20. června 2000 |
| 39           | 17        | Holiday             | Dovolená             | David Warry Smith | Tor Alexander Valenza         | 5. února 1999     | 21. června 2000 |
| 40           | 18        | Serpent's Song      | Hadova píseň         | Peter DeLuise     | Katharyn Michaelian Powers    | 12. února 1999    | 22. června 2000 |
| 41           | 19        | One False Step      | Jeden chybný krok    | William Corcoran  | Michael Kaplan a John Sanborn | 19. února 1999    | 23. června 2000 |
| 42           | 20        | Show and Tell       | Neviditelný nepřítel | Peter DeLuise     | Jonathan Glassner             | 26. února 1999    | 26. června 2000 |
| 43           | 21        | 1969                | Rok 1969             | Charles Correll   | Brad Wright                   | 5. března 1999    | 27. června 2000 |
| 44           | 22        | Out of Mind         | Otázka paměti        | Martin Wood       | Jonathan Glassner             | 12. března 1999   | 28. června 2000 |

### Třetí řada (1999–2000)
| Č. v seriálu | Č. v řadě | Původní název       | Český název           | Režie             | Scénář                           | Premiéra v USA    | Premiéra ve VB    | Premiéra v ČR |
| ------------ | --------- | ------------------- | --------------------- | ----------------- | -------------------------------- | ----------------- | ----------------- | ------------- |
| 45           | 1         | Into the Fire       | Pod palbou            | Martin Wood       | Jonathan Glassner a Brad Wright  | 25. června 1999   |                   | 4. září 2000  |
| 46           | 2         | Seth                | Seth                  | William Corcoran  | Jonathan Glassner                | 2. července 1999  |                   | 5. září 2000  |
| 47           | 3         | Fair Game           | Mírová konference     | Martin Wood       | Robert C. Cooper                 | 9. července 1999  |                   | 6. září 2000  |
| 48           | 4         | Legacy              | Ma'chellův odkaz      | Peter DeLuise     | Tor Alexander Valenza            | 16. července 1999 |                   | 7. září 2000  |
| 49           | 5         | Learning Curve      | Zrychlené učení       | Martin Wood       | Heather E. Ash                   | 23. července 1999 |                   | 8. září 2000  |
| 50           | 6         | Point of View       | Jiný náhled           | Peter DeLuise     | Jonathan Glassner a Brad Wright  | 30. července 1999 |                   | 11. září 2000 |
| 51           | 7         | Deadman Switch      | Lovec Goa'uldů        | Martin Wood       | Robert C. Cooper                 | 6. srpna 1999     |                   | 12. září 2000 |
| 52           | 8         | Demons              | Démoni                | Peter DeLuise     | Carl Binder                      | 13. srpna 1999    |                   | 13. září 2000 |
| 53           | 9         | Rules of Engagement | Bitevní řád           | William Gereghty  | Terry Curtis Fox                 | 20. srpna 1999    |                   | 14. září 2000 |
| 54           | 10        | Forever in a Day    | Rozloučení navždy     | Peter DeLuise     | Jonathan Glassner                | 8. října 1999     |                   | 15. září 2000 |
| 55           | 11        | Past and Present    | Minulost a přítomnost | William Gereghty  | Tor Alexander Valenza            | 15. října 1999    |                   | 18. září 2000 |
| 56           | 12        | Jolinar's Memories  | Vzpomínky Jolinar     | Peter DeLuise     | Sonny Wareham a Daniel Stashower | 22. října 1999    |                   | 19. září 2000 |
| 57           | 13        | The Devil You Know  | Vyhánění čerta ďáblem | Peter DeLuise     | Robert C. Cooper                 | 29. října 1999    |                   | 20. září 2000 |
| 58           | 14        | Foothold            | Nouzová situace       | Andy Mikita       | Heather E. Ash                   | 5. listopadu 1999 |                   | 21. září 2000 |
| 59           | 15        | Pretense            | Záminka               | David Warry Smith | Katharyn Michaelian Powers       | 21. ledna 2000    | 12. prosince 1999 | 22. září 2000 |
| 60           | 16        | Urgo                | Urgo                  | Peter DeLuise     | Tor Alexander Valenza            | 28. ledna 2000    | 19. prosince 1999 | 25. září 2000 |
| 61           | 17        | A Hundred Days      | Sto dní               | David Warry Smith | Brad Wright                      | 4. února 2000     | 7. ledna 2000     | 26. září 2000 |
| 62           | 18        | Shades of Gray      | Odstíny šedi          | Martin Wood       | Jonathan Glassner                | 11. února 2000    | 14. ledna 2000    | 27. září 2000 |
| 63           | 19        | New Ground          | Nové poznání          | Chris McMullin    | Heather E. Ash                   | 18. února 2000    | 21. ledna 2000    | 28. září 2000 |
| 64           | 20        | Maternal Instinct   | Mateřský instinkt     | Peter Woeste      | Robert C. Cooper                 | 25. února 2000    | 28. ledna 2000    | 29. září 2000 |
| 65           | 21        | Crystal Skull       | Křišťálová lebka      | Brad Turner       | Brad Wright                      | 3. března 2000    | 4. února 2000     | 2. října 2000 |
| 66           | 22        | Nemesis             | Nemesis               | Martin Wood       | Robert C. Cooper                 | 10. března 2000   | 11. února 2000    | 3. října 2000 |

### Čtvrtá řada (2000–2001)
| Č. v seriálu | Č. v řadě | Původní název         | Český název       | Režie             | Scénář                        | Premiéra v USA    | Premiéra v ČR     |
| ------------ | --------- | --------------------- | ----------------- | ----------------- | ----------------------------- | ----------------- | ----------------- |
| 67           | 1         | Small Victories       | Malá vítězství    | Martin Wood       | Robert C. Cooper              | 30. června 2000   | 1. července 2002  |
| 68           | 2         | The Other Side        | Druhá strana      | Peter DeLuise     | Brad Wright                   | 7. července 2000  | 2. července 2002  |
| 69           | 3         | Upgrades              | Odkaz Ataniků     | Martin Wood       | David Rich                    | 14. července 2000 | 3. července 2002  |
| 70           | 4         | Crossroads            | Na rozcestí       | Peter DeLuise     | Katharyn Michaelian Powers    | 21. července 2000 | 4. července 2002  |
| 71           | 5         | Divide and Conquer    | Rozděl a panuj    | Martin Wood       | Tor Alexander Valenza         | 28. července 2000 | 8. července 2002  |
| 72           | 6         | Window of Opportunity | Časová smyčka     | Peter DeLuise     | Joseph Mallozzi a Paul Mullie | 4. srpna 2000     | 9. července 2002  |
| 73           | 7         | Watergate             | Vodní brána       | Martin Wood       | Robert C. Cooper              | 11. srpna 2000    | 10. července 2002 |
| 74           | 8         | The First Ones        | První hostitelé   | Peter DeLuise     | Peter DeLuise                 | 18. srpna 2000    | 11. července 2002 |
| 75           | 9         | Scorched Earth        | Spálená země      | Martin Wood       | Joseph Mallozzi a Paul Mullie | 28. srpna 2000    | 12. července 2002 |
| 76           | 10        | Beneath the Surface   | Pod povrchem      | Peter DeLuise     | Heather E. Ash                | 1. září 2000      | 15. července 2002 |
| 77           | 11        | Point of No Return    | Není cesty zpět   | William Gereghty  | Joseph Mallozzi a Paul Mullie | 8. září 2000      | 16. července 2002 |
| 78           | 12        | Tangent               | Zkušební let      | Peter DeLuise     | Michael Cassutt               | 15. září 2000     | 17. července 2002 |
| 79           | 13        | The Curse             | Kletba            | Andy Mikita       | Joseph Mallozzi a Paul Mullie | 22. září 2000     | 18. července 2002 |
| 80           | 14        | Sepent's Venom        | Hadí zášť         | Martin Wood       | Peter DeLuise                 | 29. září 2000     | 19. července 2002 |
| 81           | 15        | Chain Reaction        | Řetězová reakce   | Martin Wood       | Joseph Mallozzi a Paul Mullie | 5. ledna 2001     | 22. července 2002 |
| 82           | 16        | 2010                  | Rok 2010          | Andy Mikita       | Brad Wright                   | 12. ledna 2001    | 23. července 2002 |
| 83           | 17        | Absolute Power        | Absolutní moc     | Peter DeLuise     | Robert C. Cooper              | 19. ledna 2001    | 24. července 2002 |
| 84           | 18        | The Light             | Světlo            | Peter Woeste      | James Phillips                | 26. ledna 2001    | 25. července 2002 |
| 85           | 19        | Prodigy               | Zázračné dítě     | Peter DeLuise     | Joseph Mallozzi a Paul Mullie | 2. února 2001     | 26. července 2002 |
| 86           | 20        | Entity                | Entita            | Allan Lee         | Peter DeLuise                 | 9. února 2001     | 29. července 2002 |
| 87           | 21        | Double Jeopardy       | V dvojím ohrožení | Michael Shanks    | Robert C. Cooper              | 16. února 2001    | 30. července 2002 |
| 88           | 22        | Exodus                | Exodus            | David Warry Smith | Joseph Mallozzi a Paul Mullie | 23. února 2001    | 31. července 2002 |

### Pátá řada (2001–2002)
| Č. v seriálu | Č. v řadě | Původní název      | Český název                | Režie            | Scénář                        | Premiéra v USA    | Premiéra ve VB     | Premiéra v ČR   |
| ------------ | --------- | ------------------ | -------------------------- | ---------------- | ----------------------------- | ----------------- | ------------------ | --------------- |
| 89           | 1         | Enemies            | Nepřátelé                  | Martin Wood      | Robert C. Cooper              | 29. června 2001   |                    | 20. května 2003 |
| 90           | 2         | Threshold          | Na prahu smrti             | Peter DeLuise    | Brad Wright                   | 6. července 2001  |                    | 21. května 2003 |
| 91           | 3         | Ascension          | Povznesení                 | Martin Wood      | Robert C. Cooper              | 13. července 2001 |                    | 22. května 2003 |
| 92           | 4         | The Fifth Man      | Pátý člen                  | Peter DeLuise    | Joseph Mallozzi a Paul Mullie | 20. července 2001 |                    | 23. května 2003 |
| 93           | 5         | Red Sky            | Rudé nebe                  | Martin Wood      | Ron Wilkerson                 | 27. července 2001 |                    | 26. května 2003 |
| 94           | 6         | Rite of Passage    | Zasvěcení                  | Peter DeLuise    | Heather E. Ash                | 3. srpna 2001     |                    | 27. května 2003 |
| 95           | 7         | Beast of Burden    | Domácí zvířata             | Martin Wood      | Peter DeLuise                 | 10. srpna 2001    |                    | 28. května 2003 |
| 96           | 8         | The Tomb           | V hrobce                   | Peter DeLuise    | Joseph Mallozzi a Paul Mullie | 17. srpna 2001    |                    | 29. května 2003 |
| 97           | 9         | Between Two Fires  | Mezi dvěma ohni            | William Gereghty | Ron Wilkerson                 | 24. srpna 2001    |                    | 30. května 2003 |
| 98           | 10        | 2001               | Rok 2001                   | Peter DeLuise    | Brad Wright                   | 31. srpna 2001    |                    | 2. června 2003  |
| 99           | 11        | Desparate Measures | Zoufalé řešení             | William Gereghty | Joseph Mallozzi a Paul Mullie | 7. září 2001      |                    | 3. června 2003  |
| 100          | 12        | Wormhole X-Treme!  | Seriál Červí díra          | Peter DeLuise    | Joseph Mallozzi a Paul Mullie | 8. září 2001      |                    | 4. června 2003  |
| 101          | 13        | Proving Ground     | Zkouška ohněm              | Andy Mikita      | Ron Wilkerson                 | 8. března 2002    | 28. listopadu 2001 | 5. června 2003  |
| 102          | 14        | 48 Hours           | 48 hodin                   | Peter Woeste     | Robert C. Cooper              | 15. března 2002   | 5. prosince 2001   | 6. června 2003  |
| 103          | 15        | Summit             | Schůzka na nejvyšší úrovni | Martin Wood      | Joseph Mallozzi a Paul Mullie | 22. března 2002   | 19. prosince 2001  | 9. června 2003  |
| 104          | 16        | Last Stand         | Poslední boj               | Martin Wood      | Robert C. Cooper              | 29. března 2002   | 7. ledna 2002      | 10. června 2003 |
| 105          | 17        | Fail Safe          | Kritický bod               | Andy Mikita      | Joseph Mallozzi a Paul Mullie | 5. dubna 2002     | 12. prosince 2001  | 11. června 2003 |
| 106          | 18        | The Warrior        | Bojovník                   | Peter DeLuise    | Peter DeLuise                 | 12. dubna 2002    | 16. ledna 2002     | 12. června 2003 |
| 107          | 19        | Menace             | Hrozba                     | Martin Wood      | Peter DeLuise                 | 26. dubna 2002    | 16. ledna 2002     | 13. června 2003 |
| 108          | 20        | The Sentinel       | Strážce                    | Peter DeLuise    | Ron Wilkerson                 | 3. května 2002    | 23. ledna 2002     | 16. června 2003 |
| 109          | 21        | Meridian           | Velká cesta                | William Waring   | Robert C. Cooper              | 10. května 2002   | 30. ledna 2002     | 17. června 2003 |
| 110          | 22        | Revelations        | Překvapivá odhalení        | Martin Wood      | Joseph Mallozzi a Paul Mullie | 17. května 2002   | 7. února 2002      | 18. června 2003 |

### Šestá řada (2002–2003)
| Č. v seriálu | Č. v řadě | Původní název       | Český název          | Režie            | Scénář                        | Premiéra v USA    | Premiéra ve VB    | Premiéra v ČR     |
| ------------ | --------- | ------------------- | -------------------- | ---------------- | ----------------------------- | ----------------- | ----------------- | ----------------- |
| 111          | 1         | Redemption (Part 1) | Spása (1. část)      | Martin Wood      | Robert C. Cooper              | 7. června 2002    |                   | 19. června 2003   |
| 112          | 2         | Redemption (Part 2) | Spása (2. část)      | Martin Wood      | Robert C. Cooper              | 14. června 2002   |                   | 20. června 2003   |
| 113          | 3         | Descent             | Havárie              | Peter DeLuise    | Joseph Mallozzi a Paul Mullie | 21. června 2002   |                   | 23. června 2003   |
| 114          | 4         | Frozen              | V zajetí ledu        | Martin Wood      | Robert C. Cooper              | 28. června 2002   |                   | 24. června 2003   |
| 115          | 5         | Nightwalkers        | Noční směna          | Peter DeLuise    | Joseph Mallozzi a Paul Mullie | 12. července 2002 |                   | 25. června 2003   |
| 116          | 6         | Abyss               | Kobka                | Martin Wood      | Brad Wright                   | 19. července 2002 |                   | 26. června 2003   |
| 117          | 7         | Shadow Play         | Stínohra             | Peter DeLuise    | Joseph Mallozzi a Paul Mullie | 26. července 2002 |                   | 27. června 2003   |
| 118          | 8         | The Other Guys      | Hrdinové             | Martin Wood      | Damian Kindler                | 2. srpna 2002     |                   | 30. června 2003   |
| 119          | 9         | Allegiance          | Svornost             | Peter DeLuise    | Peter DeLuise                 | 9. srpna 2002     |                   | 1. července 2003  |
| 120          | 10        | Cure                | Lék                  | Andy Mikita      | Damian Kindler                | 16. srpna 2002    |                   | 2. července 2003  |
| 121          | 11        | Prometheus          | Prométheus           | Peter Woeste     | Joseph Mallozzi a Paul Mullie | 23. srpna 2002    |                   | 3. července 2003  |
| 122          | 12        | Unnatural Selection | Nepřirozený výběr    | Andy Mikita      | Brad Wright                   | 10. ledna 2003    | 4. prosince 2002  | 4. července 2003  |
| 123          | 13        | Sight Unseen        | Karanténa            | Peter Woeste     | Damian Kindler                | 17. ledna 2003    | 11. prosince 2002 | 7. července 2003  |
| 124          | 14        | Smoke and Mirrors   | Kouřová clona        | Peter DeLuise    | Joseph Mallozzi a Paul Mullie | 24. ledna 2003    | 18. prosince 2002 | 8. července 2003  |
| 125          | 15        | Paradise Lost       | Ztracený ráj         | William Gereghty | Robert C. Cooper              | 31. ledna 2003    | 8. ledna 2003     | 9. července 2003  |
| 126          | 16        | Metamorphosis       | Proměna              | Peter DeLuise    | James Tichenor                | 2. února 2003     | 15. ledna 2003    | 10. července 2003 |
| 127          | 17        | Disclosure          | Prozrazené tajemství | William Gereghty | Joseph Mallozzi a Paul Mullie | 14. února 2003    | 22. ledna 2003    | 11. července 2003 |
| 128          | 18        | Forsaken            | Trosečníci           | Andy Mikita      | Damian Kindler                | 21. února 2003    | 29. ledna 2003    | 14. července 2003 |
| 129          | 19        | The Changeling      | Dvojí realita        | Martin Wood      | Christopher Judge             | 28. února 2003    | 5. února 2003     | 15. července 2003 |
| 130          | 20        | Memento             | Svědek minulosti     | Peter DeLuise    | Damian Kindler                | 7. března 2003    | 12. února 2003    | 16. července 2003 |
| 131          | 21        | Prophecy            | Proroctví            | William Waring   | Joseph Mallozzi a Paul Mullie | 14. března 2003   | 19. února 2003    | 17. července 2003 |
| 132          | 22        | Full Circle         | Kruh se uzavírá      | Martin Wood      | Robert C. Cooper              | 21. března 2003   | 19. února 2003    | 18. července 2003 |

### Sedmá řada (2003–2004)
| Č. v seriálu | Č. v řadě | Původní název      | Český název              | Režie          | Scénář                         | Premiéra v USA    | Premiéra ve VB    | Premiéra v ČR   |
| ------------ | --------- | ------------------ | ------------------------ | -------------- | ------------------------------ | ----------------- | ----------------- | --------------- |
| 133          | 1         | Fallen             | Návrat ztraceného syna   | Martin Wood    | Robert C. Cooper               | 13. června 2003   |                   | 13. března 2007 |
| 134          | 2         | Homecoming         | Návrat domů              | Martin Wood    | Joseph Mallozzi a Paul Mullie  | 13. června 2003   |                   | 14. března 2007 |
| 135          | 3         | Fragile Balance    | Křehká rovnováha         | Peter DeLuise  | Damian Kindler                 | 20. června 2003   |                   | 15. března 2007 |
| 136          | 4         | Orpheus            | Orfeus                   | Peter DeLuise  | Peter DeLuise                  | 27. června 2003   |                   | 16. března 2007 |
| 137          | 5         | Revisions          | Revidování               | Martin Wood    | Joseph Mallozzi a Paul Mullie  | 11. července 2003 |                   | 19. března 2007 |
| 138          | 6         | Lifeboat           | Záchranný člun           | Peter DeLuise  | Brad Wright                    | 18. července 2003 |                   | 20. března 2007 |
| 139          | 7         | Enemy Mine         | Nepřátelský důl          | Peter DeLuise  | Peter DeLuise                  | 25. července 2003 |                   | 21. března 2007 |
| 140          | 8         | Space Race         | Vesmírný závod           | Andy Mikita    | Damian Kindler                 | 1. srpna 2003     |                   | 22. března 2007 |
| 141          | 9         | Avenger 2.0        | Mstitel                  | Martin Wood    | Joseph Mallozzi a Paul Mullie  | 8. srpna 2003     |                   | 23. března 2007 |
| 142          | 10        | Birthright         | Právo na zrození         | Peter Woeste   | Christopher Judge              | 15. srpna 2003    |                   | 26. března 2007 |
| 143          | 11        | Evolution (Part 1) | Evoluce (1. část)        | Peter DeLuise  | Damian Kindler                 | 22. srpna 2003    |                   | 27. března 2007 |
| 144          | 12        | Evolution (Part 2) | Evoluce (2. část)        | Peter DeLuise  | Peter DeLuise                  | 9. ledna 2004     | 15. prosince 2003 | 28. března 2007 |
| 145          | 13        | Grace              | Grace                    | Peter Woeste   | Damian Kindler                 | 16. ledna 2004    | 6. ledna 2004     | 29. března 2007 |
| 146          | 14        | Fallout            | Hrozba z podzemí         | Martin Wood    | Joseph Mallozzi a Paul Mullie  | 23. ledna 2004    | 13. ledna 2004    | 30. března 2007 |
| 147          | 15        | Chimera            | Chiméra                  | William Waring | Damian Kindler                 | 30. ledna 2004    | 20. ledna 2004    | 2. dubna 2007   |
| 148          | 16        | Death Knell        | Umíráček                 | Peter DeLuise  | Peter DeLuise                  | 6. února 2004     | 27. ledna 2004    | 3. dubna 2007   |
| 149          | 17        | Heroes (Part 1)    | Hrdinové (1. část)       | Andy Mikita    | Robert C. Cooper               | 13. února 2004    | 3. února 2004     | 4. dubna 2007   |
| 150          | 18        | Heroes (Part 2)    | Hrdinové (2. část)       | Andy Mikita    | Robert C. Cooper               | 20. února 2004    | 10. února 2004    | 5. dubna 2007   |
| 151          | 19        | Resurrection       | Zmrtvýchvstání           | Amanda Tapping | Michael Shanks                 | 27. února 2004    | 17. února 2004    | 6. dubna 2007   |
| 152          | 20        | Inauguration       | Inaugurace               | Peter Woeste   | Joseph Mallozzi a Paul Mullie  | 5. března 2004    | 24. února 2004    | 10. dubna 2007  |
| 153          | 21        | Lost City (Part 1) | Ztracené město (1. část) | Martin Wood    | Brad Wright a Robert C. Cooper | 12. března 2004   | 2. března 2004    | 11. dubna 2007  |
| 154          | 22        | Lost City (Part 2) | Ztracené město (2. část) | Martin Wood    | Brad Wright a Robert C. Cooper | 19. března 2004   | 9. března 2004    | 12. dubna 2007  |

### Osmá řada (2004–2005)
| Č. v seriálu | Č. v řadě | Původní název        | Český název            | Režie            | Scénář                           | Premiéra v USA    | Premiéra ve VB    | Premiéra v ČR   |
| ------------ | --------- | -------------------- | ---------------------- | ---------------- | -------------------------------- | ----------------- | ----------------- | --------------- |
| 155          | 1         | New Order (Part 1)   | Časy se mění (1. část) | Andy Mikita      | Joseph Mallozzi a Paul Mullie    | 9. července 2004  |                   | 13. dubna 2007  |
| 156          | 2         | New Order (Part 2)   | Časy se mění (2. část) | Andy Mikita      | Robert C. Cooper                 | 9. července 2004  |                   | 16. dubna 2007  |
| 157          | 3         | Lockdown             | Karanténa              | William Waring   | Joseph Mallozzi a Paul Mullie    | 23. července 2004 |                   | 17. dubna 2007  |
| 158          | 4         | Zero Hour            | Hodina H               | Peter Woeste     | Robert C. Cooper                 | 30. července 2004 |                   | 18. dubna 2007  |
| 159          | 5         | Icon                 | Ve jménu víry          | Peter Woeste     | Damian Kindler                   | 6. srpna 2004     |                   | 19. dubna 2007  |
| 160          | 6         | Avatar               | Nebezpečná hra         | Martin Wood      | Damian Kindler                   | 13. srpna 2004    |                   | 20. dubna 2007  |
| 161          | 7         | Affinity             | Spříznění              | Peter DeLuise    | Peter DeLuise                    | 20. srpna 2004    |                   | 23. dubna 2007  |
| 162          | 8         | Covenant             | Úmluva                 | Martin Wood      | Ron Wilkerson a Robert C. Cooper | 27. srpna 2004    |                   | 24. dubna 2007  |
| 163          | 9         | Sacrifices           | Oběti                  | Andy Mikita      | Christopher Judge                | 10. září 2004     |                   | 25. dubna 2007  |
| 164          | 10        | Endgame              | Konec hry              | Peter DeLuise    | Joseph Mallozzi a Paul Mullie    | 17. září 2004     |                   | 26. dubna 2007  |
| 165          | 11        | Gemini               | Blíženci               | William Waring   | Peter DeLuise                    | 21. ledna 2005    | 14. prosince 2004 | 27. dubna 2007  |
| 166          | 12        | Prometheus Unbound   | Upoutaný Prométheus    | Andy Mikita      | Damian Kindler                   | 28. ledna 2005    | 21. prosince 2004 | 30. dubna 2007  |
| 167          | 13        | It's Good to Be King | Byl jednou jeden král  | William Gereghty | Joseph Mallozzi a Paul Mullie    | 4. února 2005     | 4. ledna 2005     | 2. května 2007  |
| 168          | 14        | Full Alert           | Konfrontace            | Andy Mikita      | Joseph Mallozzi a Paul Mullie    | 11. února 2005    | 11. ledna 2005    | 3. května 2007  |
| 169          | 15        | Citizen Joe          | Občan Joe              | Andy Mikita      | Damian Kindler                   | 18. února 2005    | 18. ledna 2005    | 4. května 2007  |
| 170          | 16        | Reckoning (Part 1)   | Poslední boj (1. část) | Peter DeLuise    | Damian Kindler                   | 25. února 2005    | 25. ledna 2005    | 7. května 2007  |
| 171          | 17        | Reckoning (Part 2)   | Poslední boj (2. část) | Peter DeLuise    | Damian Kindler                   | 4. března 2005    | 1. února 2005     | 9. května 2007  |
| 172          | 18        | Threads              | Osobní záležitosti     | Andy Mikita      | Robert C. Cooper                 | 11. března 2005   | 8. února 2005     | 10. května 2007 |
| 173          | 19        | Moebius (Part 1)     | Moebius (1. část)      | Peter DeLuise    | Joseph Mallozzi a Paul Mullie    | 18. března 2005   | 15. února 2005    | 11. května 2007 |
| 174          | 20        | Moebius (Part 2)     | Moebius (2. část)      | Peter DeLuise    | Robert C. Cooper                 | 25. března 2005   | 22. února 2005    | 14. května 2007 |

### Devátá řada (2005–2006)
| Č. v seriálu | Č. v řadě | Původní název                | Český název                        | Režie            | Scénář                        | Premiéra v USA    | Premiéra v ČR   |
| ------------ | --------- | ---------------------------- | ---------------------------------- | ---------------- | ----------------------------- | ----------------- | --------------- |
| 175          | 1         | Avalon (Part 1)              | Avalon (1. část)                   | Andy Mikita      | Robert C. Cooper              | 15. července 2005 | 15. května 2007 |
| 176          | 2         | Avalon (Part 2)              | Avalon (2. část)                   | Andy Mikita      | Robert C. Cooper              | 22. července 2005 | 16. května 2007 |
| 177          | 3         | Origin                       | Počátek                            | Brad Turner      | Robert C. Cooper              | 29. července 2005 | 17. května 2007 |
| 178          | 4         | The Ties That Bind           | Trvalé pouto                       | William Waring   | Joseph Mallozzi a Paul Mullie | 5. srpna 2005     | 18. května 2007 |
| 179          | 5         | The Powers That Be           | Sláva bohům na výsostech           | William Waring   | Martin Gero                   | 12. srpna 2005    | 21. května 2007 |
| 180          | 6         | Beachhead                    | Předsunutá základna                | Brad Turner      | Brad Wright                   | 19. srpna 2005    | 22. května 2007 |
| 181          | 7         | Ex Deus Machina              | Návrat vysloužilého boha           | Martin Wood      | Joseph Mallozzi a Paul Mullie | 26. srpna 2005    | 23. května 2007 |
| 182          | 8         | Babylon                      | Babylon                            | Peter DeLuise    | Damian Kindler                | 9. září 2005      | 24. května 2007 |
| 183          | 9         | Prototype                    | Prototyp                           | Peter DeLuise    | Alan McCullough               | 16. září 2005     | 25. května 2007 |
| 184          | 10        | The Fourth Horseman (Part 1) | Čtvrtý jezdec apokalypsy (1. část) | Andy Mikita      | Damian Kindler                | 16. září 2005     | 28. května 2007 |
| 185          | 11        | The Fourth Horseman (Part 2) | Čtvrtý jezdec apokalypsy (2. část) | Andy Mikita      | Joseph Mallozzi a Paul Mullie | 6. ledna 2006     | 29. května 2007 |
| 186          | 12        | Collateral Damage            | Paralelní vzpomínky                | William Waring   | Joseph Mallozzi a Paul Mullie | 13. ledna 2006    | 30. května 2007 |
| 187          | 13        | Ripple Effect                | Rezonanční efekt                   | Peter DeLuise    | Joseph Mallozzi a Paul Mullie | 20. ledna 2006    | 31. května 2007 |
| 188          | 14        | Stronghold                   | Síla vůle                          | Peter DeLuise    | Alan McCullough               | 27. ledna 2006    | 1. června 2007  |
| 189          | 15        | Ethon                        | Satelit                            | Ken Girotti      | Damian Kindler                | 3. února 2006     | 4. června 2007  |
| 190          | 16        | Off the Grid                 | Narušená síť                       | Peter DeLuise    | Alan McCullough               | 10. února 2006    | 5. června 2007  |
| 191          | 17        | The Scourge                  | Metla                              | Ken Girotti      | Joseph Mallozzi a Paul Mullie | 17. února 2006    | 6. června 2007  |
| 192          | 18        | Arthur's Mantle              | Plášť krále Artuše                 | Peter DeLuise    | Alan McCullough               | 24. února 2006    | 7. června 2007  |
| 193          | 19        | Crusade                      | Křížová výprava                    | Robert C. Cooper | Robert C. Cooper              | 3. března 2006    | 8. června 2007  |
| 194          | 20        | Camelot                      | Kamelot                            | Martin Wood      | Joseph Mallozzi a Paul Mullie | 10. března 2006   | 11. června 2007 |

### Desátá řada (2006–2007)
| Č. v seriálu | Č. v řadě | Původní název       | Český název                    | Režie            | Scénář                                                                                                  | Premiéra v USA    | Premiéra ve VB  | Premiéra v ČR     |
| ------------ | --------- | ------------------- | ------------------------------ | ---------------- | --- | ----------------- | --------------- | ----------------- |
| 195          | 1         | Flesh and Blood     | Z masa a kostí                 | William Waring   | Robert C. Cooper                                                                                        | 14. července 2006 |                 | 12. června 2007   |
| 196          | 2         | Morpheus            | Morpheus                       | Andy Mikita      | Joseph Mallozzi a Paul Mullie                                                                           | 21. července 2006 |                 | 13. června 2007   |
| 197          | 3         | The Pegasus Project | Projekt Pegasus                | William Waring   | Brad Wright                                                                                             | 28. července 2006 |                 | 14. června 2007   |
| 198          | 4         | Insider             | Ba'alovy klony                 | Peter Woeste     | Alan McCullough                                                                                         | 4. srpna 2006     |                 | 15. června 2007   |
| 199          | 5         | Uninvited           | Nezvaný host                   | William Waring   | Damian Kindler                                                                                          | 11. srpna 2006    |                 | 18. června 2007   |
| 200          | 6         | 200                 | Dvoustá                        | Martin Wood      | Brad Wright, Robert C. Cooper, Joseph Mallozzi, Paul Mullie, Carl Binder, Martin Gero a Alan McCullough | 18. srpna 2006    |                 | 19. června 2007   |
| 201          | 7         | Counterstrike       | Protiútok                      | Andy Mikita      | Joseph Mallozzi a Paul Mullie                                                                           | 25. srpna 2006    |                 | 20. června 2007   |
| 202          | 8         | Memento Mori        | Pamatuj na smrt                | Peter DeLuise    | Joseph Mallozzi a Paul Mullie                                                                           | 8. září 2006      |                 | 21. června 2007   |
| 203          | 9         | Company of Thieves  | Spolek zlodějů                 | William Waring   | Alan McCullough                                                                                         | 15. září 2006     |                 | 22. června 2007   |
| 204          | 10        | The Quest (Part 1)  | Výprava (1. část)              | Andy Mikita      | Joseph Mallozzi a Paul Mullie                                                                           | 22. září 2006     |                 | 25. června 2007   |
| 205          | 11        | The Quest (Part 2)  | Výprava (2. část)              | Andy Mikita      | Joseph Mallozzi a Paul Mullie                                                                           | 13. dubna 2007    | 10. ledna 2007  | 26. června 2007   |
| 206          | 12        | Line in the Sand    | Čára v písku                   | Peter DeLuise    | Alan McCullough                                                                                         | 20. dubna 2007    | 16. ledna 2007  | 27. června 2007   |
| 207          | 13        | The Road Not Taken  | Cesta, po níž jsme se nevydali | Andy Mikita      | Alan McCullough                                                                                         | 27. dubna 2007    | 23. ledna 2007  | 28. června 2007   |
| 208          | 14        | The Shroud          | Maskování                      | Andy Mikita      | Robert C. Cooper                                                                                        | 4. května 2007    | 30. ledna 2007  | 29. června 2007   |
| 209          | 15        | Bounty              | Odměna                         | Peter DeLuise    | Damian Kindler                                                                                          | 11. května 2007   | 6. února 2007   | 2. července 2007  |
| 210          | 16        | Bad Guys            | Padouchové                     | Peter DeLuise    | Martin Gero                                                                                             | 18. května 2007   | 13. února 2007  | 3. července 2007  |
| 211          | 17        | Talion              | Odveta                         | Andy Mikita      | Damian Kindler                                                                                          | 1. června 2007    | 20. února 2007  | 4. července 2007  |
| 212          | 18        | Family Ties         | Rodinná pouta                  | Peter DeLuise    | Joseph Mallozzi a Paul Mullie                                                                           | 8. června 2007    | 27. února 2007  | 9. července 2007  |
| 213          | 19        | Dominion            | Panství                        | William Waring   | Alan McCullough                                                                                         | 15. června 2007   | 6. března 2007  | 10. července 2007 |
| 214          | 20        | Unending            | Bez konce                      | Robert C. Cooper | Robert C. Cooper                                                                                        | 22. června 2007   | 13. března 2007 | 11. července 2007 |